# Костел Внебовзяття Пресвятої Діви Марії (Ягільниця)
Костел Внебовзяття Пресвятої Діви Марії в Ягільниці (пол. kościół p.w. Wniebowzięcia Najświętszej Marii Panny w Jagielnicy) — культова споруда, парафіяльний[джерело?] римо-католицький храм у селі Ягільниці Чортківського району Тернопільської области в Україні.

## Історія
У 1842 році за сприяння родини Лянцкоронських зведено кам'яний костел у стилі бароко (1898; згорів; 1899, відновлений). 
За радянської влади в ньому був розташований спортивний зал, від 1974 році — склад крамниці меблів. 
4 липня 1992 року храм повернуто для потреб віруючих, завдяки фундації Кароліни Лянцкоронської його відремонтовано.